# Na-K-2Cl共輸送体

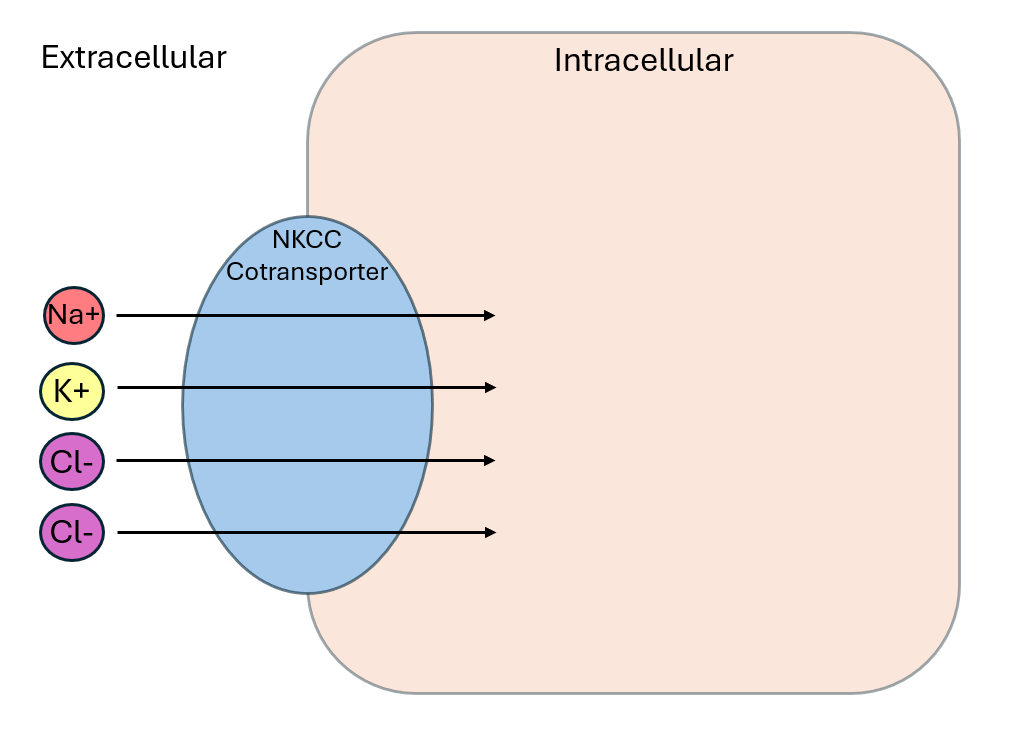
Na-K-2Cl共輸送体（NKCC）の基本的な機能

Na+/K+/2Cl-共輸送体（ナトリウムカリウムクロライドきょうゆそうたい、英: Na–K–Cl cotransporter; NKCC）は、ナトリウム、カリウム、塩素イオンの細胞内への二次能動輸送を助ける輸送蛋白質である。ヒトには2つのアイソフォーム（NKCC1とNKCC2）が存在し、其々異なる遺伝子（SLC12A2 とSLC12A1 ）によってコードされている。更にNKCC1はSlc12a2 の最終遺伝子産物におけるエクソン21の保持（アイソフォーム1）またはスキップ（アイソフォーム2、NKCC1B）によって2つのアイソフォームを生じる。
NKCC1は人体全体に広く分布しており、体液を分泌する器官において重要な機能を持つ。対照的にNKCC2は腎臓に特異的に存在し、ナトリウム、カリウム、塩化物を尿から抽出して血液に再吸収する。

## 機能
NKCCは、細胞膜を横切ってナトリウム（Na）、カリウム（K）、塩化物（Cl）イオンを輸送する膜輸送蛋白質である。其々の溶質を同じ方向に移動させるため、NKCCは共輸送体であると考えられている。プラスに帯電した溶質（ナトリウムとカリウム）2つをマイナスに帯電した溶質（塩化物）2つと一緒に移動させることで、電気的中性が維持される。従って、輸送される溶質の化学量論は、1Na：1K：2Clとなる。イカ巨大軸索の化学量論は2Na：1K：3Clであり唯一の顕著な例外であるが、それでも輸送前後の電気的中性は同様に維持されている。これらのイオンの輸送速度は、両方のNKCCアイソフォームに存在するリン酸化部位によって制御される。

### NKCC1
NKCC1アイソフォームは約1,200アミノ酸から構成され、その内約500アミノ酸残基が12の疎水性膜貫通領域を形成している。しかし、骨格筋細胞ではより短いNKCC1 mRNA転写産物（6.7 kbから7-7.5 kb）が存在しており、更なるNKCC1バリアントが組織特異的に存在することを裏付けている。NKCC1共輸送体のカルボキシ末端には複数のリン酸化部位が存在し生物種間で高度に保存されているが、対照的にアミノ末端には少なくとも1つのリン酸化部位が存在するが生物種間の保存性は低い。突然変異誘発による親和性研究により膜貫通領域に着目すると、陽イオン親和性の決定因子は膜貫通領域の2番目であり、塩化物親和性は膜貫通領域の4番目から7番目によって決定されることが明らかになった。また、ループ利尿薬であるブメタニドは、膜貫通領域2〜7、11、12に結合することが判明した。
NKCC1は全身に広く分布しており、特に外分泌腺と呼ばれる体液を分泌する器官に多い。これらの器官の細胞では、NKCC1は一般的に血管に最も近い細胞膜の部分である側底膜に局在する。エクソン21は、NKCC1を側底膜に誘導する配送配列を有しており、エクソン21を除外するように選択的スプライシングされたNKCC1共輸送体は側底膜ではなく頂端膜に配送される。側底膜側にあるからこそ、NKCC1はナトリウム、カリウム、塩化物を血液から細胞内に輸送する能力を持つ。他の輸送体はこれらの溶質が頂端膜表面を通過して細胞外へ移動するのを介助する。その結果、血液中の溶質、特に塩化物がこれらの外分泌腺の内腔に分泌され、溶質の内腔濃度が上昇し、浸透圧によって水が分泌される。
NKCC1は外分泌腺の他にも、聴覚器官である蝸牛の一部を満たしているカリウムの豊富な内リンパ液の形成にも必要である。特に蝸牛では、NKCC1は蝸牛管血管条、らせん靭帯、らせん神経節に存在する。フロセミドや他のループ利尿薬によりNKCC1が阻害されると難聴が発現する。同様に、NKCC1の発現は加齢と共に低下して進行性の難聴を引き起こす。加えてNKCC1は前庭の暗細胞に存在し、前庭系の内リンパ液の生成に寄与している。
NKCC1は発達初期には脳の多くの領域でも発現するが、成人期には発現しない。このNKCC1の存在の変化は、神経伝達物質であるGABAとグリシンに対する応答を興奮性から抑制性へと変化させる役割を担っていると考えられ、これは初期の神経細胞の発達に重要であると示唆された。NKCC1輸送体が優勢である限り、神経細胞内の内部塩化物濃度は成熟期の塩化物濃度よりも上昇する。其々のリガンド作動性陰イオンチャネルは塩化物に対して透過性であるので、これはGABAとグリシンの反応に重要である。内部塩化物濃度が高くなると、このイオンの外向きの駆動力が増加するため、チャネルの開口によって塩化物が細胞外に放出されて細胞は脱分極する。言い換えると、内部塩化物濃度が増加すると、ネルンストの式で示される塩化物の逆転電位が上昇する。発達後期にはNKCC1の発現が減少し、K+/Cl-共輸送体（KCC2）の発現が増加して、神経細胞内の塩化物濃度が成人の値まで低下する。
NKCC1は、男性生殖器系のセルトリ細胞、精母細胞、精子細胞で確認されている。マウスでNKCC1をノックダウンすると精母細胞が精子に成熟できず不妊症となることから、NKCC1の機能は精子形成に重要であると考えられている。更にNKCC1ノックダウンマウスは、野生型マウスに比べて精巣サイズが減少する。
NKCC1依存性雄性不妊の背後にあるメカニズムは不明であるが、観察された精子数の減少は、精巣におけるNKCC1共輸送の欠如、または視床下部におけるNKCC1発現ニューロンの上流でのゴナドトロピン放出ホルモンの分泌不全の何れかによる可能性がある。

### NKCC2
NKCC2アイソフォームはNKCC1よりも小さく、其々121 kDa対195 kDaであるが、これは主にNKCC2がNKCC1のN末端に存在する80アミノ酸配列を含まないことによる。更にNKCC2アイソフォームにはエクソン21が含まれないため、NKCC2は頂端膜に移行する。
NKCC1と比較して、NKCC2ではエクソン1が2つの別々のエクソンに分割され、エクソン4がA、B、Fの形に選択的スプライシングされており、これらはすべてNKCC2にのみ存在する。NKCC2の発現は腎細胞に限定されていると考えられているが、膵β細胞でもNKCC2が発現している可能性が浮上している。
NKCC2は、腎臓の基本機能単位であるネフロンのヘンレ係蹄の太い上行脚と緻密斑の細胞に特異的に存在する。これらの細胞内では、NKCC2は尿を収容する中空空間であるネフロン腔に接する頂端膜に局在しており、ナトリウムの吸収と尿細管糸球体フィードバックの両方に関与している。
ヘンレ係蹄の太い上行脚は、腎外髄質の深い部分から始まる。ここでは尿は、比較的多量のナトリウムを含有する。尿が太い上行脚の表層部に向かうにつれて、NKCC2が主要な輸送蛋白質となり、尿からナトリウムが再吸収される。このナトリウムの外向きの移動と太い上行脚の水透過性の欠如により、尿は希釈される。上記の化学量論によると、再吸収されたナトリウムイオン1つにつき、カリウムイオン1つと塩化物イオン2つが運び込まれる。ナトリウムは血液中に再吸収され、血圧の維持に貢献する。
フロセミドを初めとするループ利尿薬はNKCC2の活性を阻害し、ヘンレ係蹄の太い上行脚におけるナトリウムの再吸収を阻害する。これらのループ利尿薬の作用は、NKCC2共輸送体を介したカリウム再吸収も低下させ、結果として尿細管流量を増加させ、カリウム分泌を促進し、低カリウム血症効果が際立つ。
バソプレシンもNKCC2の活性を刺激する。バソプレシンはシグナル伝達経路を活性化することにより、ネフロンの太い上行脚における塩化ナトリウムの再吸収を刺激する。バソプレシンはNKCC2の膜への配送を増加させ、膜に位置するNKCC2の細胞質側のN末端のいくつかのセリンおよびスレオニン部位をリン酸化し、その活性を増加させる。NKCC2の活性が亢進すると低浸透圧濾液が生成され、アクアポリン2チャネルを介した集合管での水の再吸収を増加させる。

## 遺伝子
NKCC1とNKCC2の遺伝子は其々5番染色体と15番染色体の長腕に存在する。
NKCC1をコードする遺伝子SLC12A2 のプロモーターには、ホメオボックス転写因子SIX1とSIX4の結合部位が存在し、結合するとNKCC1のmRNA発現が上方制御されることが示されている。 加えてSp1転写因子の結合によりSLC12A2 プロモーターが低メチル化されると、NKCC1の発現が上方制御される。
SLC12A2 とは異なり、NKCC2をコードする遺伝子SLC12A1 のプロモーターにはTATAボックスもSp1結合部位も存在しない。
NKCC2の変異はバーター症候群と呼ばれ、低カリウム代謝性アルカローシスを特徴とする常染色体劣性遺伝性疾患で、血圧は正常から低値である。

NKCC2プロモーターの制御結合部位には、肝細胞核因子1、cAMP応答エレメント結合蛋白質、CCAAT/エンハンサー結合蛋白質、塩基性ヘリックスループヘリックス蛋白質の部位が含まれる。

## 動力学
細胞膜を越えて溶質を移動させるために必要なエネルギーは、ナトリウムの電気化学的勾配により供給される。ナトリウムの電気化学的勾配は、ATP依存性酵素であるNa+/K+-ATPアーゼによって確立される。NKCC蛋白質はナトリウムの勾配を利用するためその活性は間接的にATPに依存しており、NKCC蛋白質は二次能動輸送によって溶質を移動させると言われている。NKCC2には選択的スプライシングによって作られた3つのアイソフォームがある（NKCC2A、B、F）。これらのアイソフォームはそれぞれ太い上行脚の異なる部分に発現し、その局在とナトリウムに対する親和性が異なる。アイソフォームFは、ナトリウム濃度が非常に高い太上行肢の深部でより優勢である。NKCC2F はナトリウムに対する親和性が最も低いアイソフォームであり、NKCC2Fはこのナトリウムに富む環境で機能できる。逆に、NKCC2Bは太い上行脚のより浅い部分と緻密斑に発現し、ナトリウムに対する親和性が最も高いので、NKCC2Bはナトリウムが欠乏した環境でも飽和することなく機能する。NKCC2Aアイソフォームは中間部に分布し、ナトリウムに対して中程度の親和性を示す。このように、NKCC2 は太い上行脚に沿って見られるナトリウム濃度の範囲に沿って適切に機能する。